# Jefferson County (Mississippi)
Jefferson County is een county in de Amerikaanse staat Mississippi.
De county heeft een landoppervlakte van 1.345 km² en telt 9.740 inwoners (volkstelling 2000). De hoofdplaats is Fayette.